# Isognomon ephippium
Isognomon ephippium is een tweekleppigensoort uit de familie Pteriidae. De wetenschappelijke naam van de soort is als Ostrea ephippium gepubliceerd in 1758 door Linnaeus in de tiende editie van Systema naturae.